# ロシアの国境

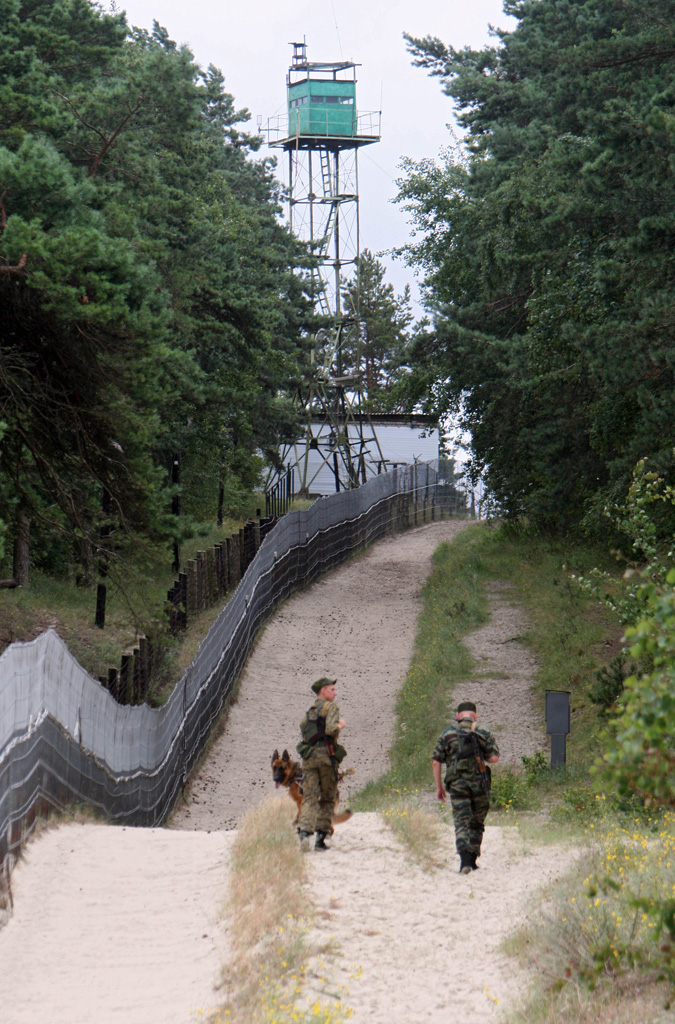
ロシア・ポーランド国境を警備するノルメルン検問所

ロシアの国境（ロシアのこっきょう）では、ロシアが面する国境と海上境界線について解説する。
面積が世界最大の国であるロシアは、16の主権国家と国際的な国境を接しており、その中には米国と日本との2つの海上境界線や、一部国家に承認された国家である南オセチアとアブハジアとの境界線も含まれる。18の国境のうち、10はヨーロッパ、5はアジアにあり、1は北米とアジアの間にあるベーリング海峡にある。
陸地の国境線は総延長20,241kmで、中国に次いで世界で2番目に長い国である。現在のロシア（当時はRSFSR）の国境線は1956年から引かれており、ソ連解体後も、2014年にウクライナからクリミアを併合する前はそのままの状態だった。

## 概要
ロシアは広大な国土を持つため、世界のどの国よりも国境を接している。この中には、部分的に承認されている2つの国と、海上で境界を接している2つの国が含まれている（斜体で表記）。
ロシアと陸路で国境を接している国の表（ロシアを中心に反時計回りに記載）。
| 国                     | 国境                    | 海上境界線          | 詳細                   |
| ---------------------- | ----------------------- | ------------------- | ---------------------- |
| ノルウェー             | 195.8 km (121.7 mi)     | 23.3 km (14.5 mi)   | ノルウェー国境         |
| フィンランド           | 1,271.8 km (790.3 mi)   | 54.0 km (33.6 mi)   | フィンランド国境       |
| エストニア             | 324.8 km (201.8 mi)     | 142.0 km (88.2 mi)  | エストニア国境         |
| ラトビア               | 270.5 km (168.1 mi)     | 0.0 km (0 mi)       | ラトビア国境           |
| リトアニア             | 266.0 km (165.3 mi)     | 22.4 km (13.9 mi)   | リトアニア国境         |
| ポーランド             | 204.1 km (126.8 mi)     | 32.2 km (20.0 mi)   | ポーランド国境         |
| ベラルーシ             | 1,239.0 km (769.9 mi)   | 0.0 km (0 mi)       | ベラルーシ＝ロシア国境 |
| ウクライナ             | 2,093.6 km (1,300.9 mi) | 567.0 km (352.3 mi) | ウクライナ国境         |
| ジョージア             | 875.5 km (544.0 mi)     | 22.4 km (13.9 mi)   | ジョージア＝ロシア国境 |
| アゼルバイジャン       | 327.6 km (203.6 mi)     | 22.4 km (13.9 mi)   | アゼルバイジャン国境   |
| カザフスタン           | 7,512.8 km (4,668.2 mi) | 85.8 km (53.3 mi)   | カザフスタン国境       |
| 中国                   | 4,209.3 km (2,615.5 mi) | 0.0 km (0 mi)       | 中露国境               |
| モンゴル               | 3,485.0 km (2,165.5 mi) | 0.0 km (0 mi)       | 露蒙国境               |
| 朝鮮民主主義人民共和国 | 17.3 km (10.7 mi)       | 22.1 km (13.7 mi)   | 露朝国境               |
| 日本                   | 0.0 km (0 mi)           | 194.3 km (120.7 mi) | 日露国境               |
| アメリカ               | 0.0 km (0 mi)           | 49.0 km (30.4 mi)   | 米ソ海洋境界画定協定   |